# 木津川市立加茂小学校
木津川市立加茂小学校（きづがわしりつ かもしょうがっこう）は、京都府木津川市加茂町里にある公立小学校。

## 概要
木津川市加茂町中心部を校区とし、明治時代初期からの140年近い歴史を誇る小学校である。通常の1組（A組）が月組、2組（B組）が雪組、3組（C組）が花組という名称が与えられている。

## 沿革
- 1872年（明治8年）2月 - 里村小学校創立
- 1887年（明治20年）7月 - 加茂尋常小学校へ改称
- 1888年（明治21年）8月 - 相楽郡第四高等小学校を併設
- 1899年（明治32年）5月 - 加茂尋常高等小学校へ改称
- 1903年（明治36年）10月 - 校舎を新築・移転
- 1941年（昭和16年）4月 - 加茂国民学校へ改称
- 1947年（昭和22年）4月 - 加茂町立加茂小学校へ改称
- 1959年（昭和34年）2月 - 校旗、校歌制定
- 1959年（昭和34年）9月 - 完全給食開始
- 1983年（昭和58年）6月 - 現在地に校舎を新築・移転
- 1991年（平成3年）1月 - 視聴覚教室新設
- 1995年（平成7年）11月 - 学校給食優良校として文部大臣表彰受賞
- 1996年（平成8年）1月 - 学校給食優良校として京都府教育長表彰受賞
- 2000年（平成12年）9月 - コンピューター教室新設、耐震補強工事竣工
- 2007年（平成19年）3月 - 加茂町が木津町、山城町と合併し木津川市が発足したことにより、木津川市立加茂小学校に改称。

## 主な進学先
- 木津川市立泉川中学校

## 交通
- 関西本線（JR西日本）加茂駅下車 南西へ約500m

## 通学区域が隣接している学校
- 木津川市立南加茂台小学校
- 木津川市立梅美台小学校
- 木津川市立城山台小学校
- 木津川市立上狛小学校
- 木津川市立恭仁小学校
- 相楽東部広域連合立和束小学校
- 相楽東部広域連合立笠置小学校
- （奈良県）奈良市立興東小学校